# 焦苏埃·卡尔杜奇
焦苏埃·卡尔杜奇（義大利語：Giosuè Carducci，1835年7月27日—1907年2月16日），意大利诗人、教师，1906年获得诺贝尔文学奖，是首个获得该奖项的意大利人，被称为19世纪意大利诗歌的顶峰。

## 生平
焦苏埃·卡尔杜奇在意大利托斯卡纳西北角近比萨的一个小镇皮耶特拉桑塔出生，父亲是意大利统一的支持者，因为父亲的政治取向，卡尔杜奇童年时曾被迫数度搬家，最终在佛罗伦萨安顿下来，持续数年。
卡尔杜奇自童年起开始写作诗歌，受古希腊、古罗马以至意大利诗人如但丁等的风格影响，诗风典雅，常以贺拉斯和维吉尔等拉丁诗人的格律写作。他曾翻译荷马史诗《伊利亚特》第九卷至意大利语。1856年，卡尔杜奇在比萨高等师范学校（Scuola Normale Superiore di Pisa）得到博士学位，开始教学。翌年，他出版了第一部诗集。
1859年，卡尔杜奇与埃尔维拉·梅尼库奇（Elvira Menicucci）结婚，育有四名子女。卡尔杜奇曾在皮斯托亚短暂教授希腊语，随后被派往博洛尼亚大学教授意大利语。他是一个受欢迎的讲师，也是激烈的文学和社会批评家。他的政治观点往往与基督教教义相悖。卡尔杜奇晚年曾说：“我不会相信上帝的真实性，也不会与梵蒂冈或任何神职人员和睦共处，因为他们就是意大利最坚定不移的敌人。”卡尔杜奇反宗教的取向在他的诗作《撒旦颂》（Inno a Satana）中表露无遗。该诗作在1863年写成，1865年出版，1869年被博洛尼亚一份激进报章再版，作为对梵蒂冈的挑衅。
此外，卡尔杜奇亦著有和《野蛮颂歌》（Odi Barbare）等诗集。1906年，他成为历来第一位获得诺贝尔文学奖的意大利人。他也获选为意大利参议员。虽然卡尔杜奇主要以他的诗作闻名，但他亦创作了许多散文作品，例如文学批评、传记、演讲辞等20余册，包括《意大利民族文学史》。
卡尔杜奇1907年在博洛尼亚逝世，享年71岁。

## 作品的中譯
- 陳映真/主編，李魁賢/譯，《撒旦頌》，台北市：遠景，1981年再版。
- 諾貝爾文學獎全集編譯委員會/編譯，《卡杜其(1906)吉卜齡(1907)》，台北市：九華出版，1981年。